# Josef Anton Gera
Josef Anton Gera (* 1938; † 16. oder 17. Oktober 1997 in Bochum) ist ein deutsches Opfer rechtsextremer Gewalt. Er wurde am 14. Oktober 1997 auf dem ehemaligen Krupp-Gelände in Bochum von zwei Neonazis angegriffen und so schwer verletzt, dass er wenige Tage später an seinen Verletzungen starb.

## Die Tat und die Folgen
Der Frührentner Josef Anton Gera feierte am 14. Oktober 1997 gemeinsam mit zwei wohnungslosen Neonazis und zwei weiteren Personen in einer Baracke auf dem ehemaligen Gelände der Firma Krupp an der Bochumer Alleestraße. Die zwei Neonazis lebten dort in der Baracke. Nach den Angaben der beiden habe der alkoholisierte Josef Anton Gera ihnen am späten Abend sexuelle Avancen gemacht. Daraufhin schlugen die Zwei unter anderem mit einer Eisenstange auf den 59-Jährigen ein. Gera konnte schwerverletzt entkommen und wurde von Passanten in ein Krankenhaus gebracht. Als Täter benannte Gera „vier Rechtsradikale“. Wenige Tage später verstarb Josef Anton Gera am 16. oder 17. Oktober 1997 an den Folgen seiner erlittenen Verletzungen.

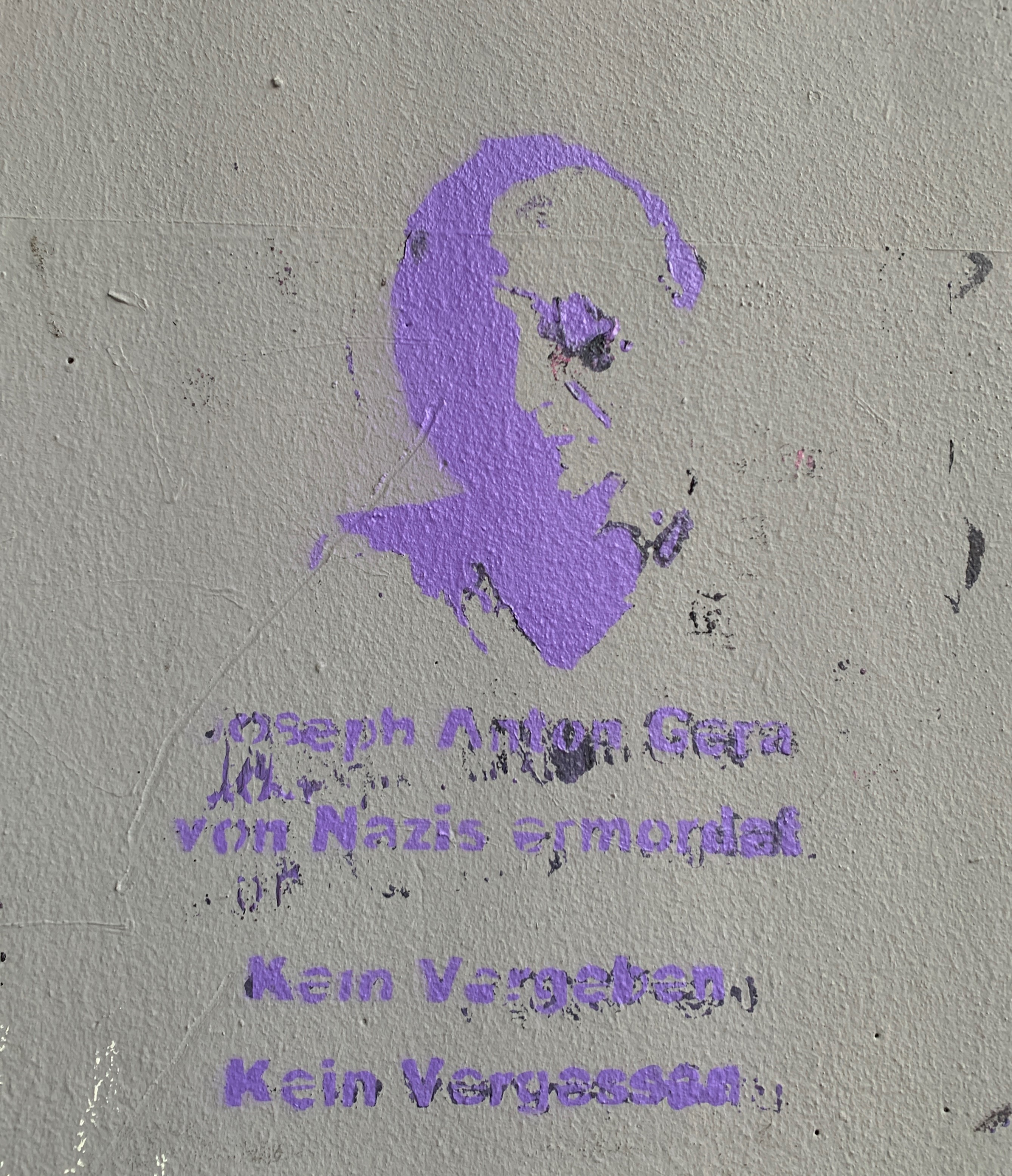
Graffiti Street-Art über Josef Anton Gera in der Bochumer Innenstadt (November 2022)

Die beiden Täter brüsteten sich nach der Tat im Freundeskreis damit, Gera aufgrund seiner sexuellen Orientierung erschlagen zu haben. Laut der Staatsanwaltschaft Bochum ließen die Täter ihren Aussagen den Hitlergruß folgen. Im Frühjahr 1998 verurteilte das Landgericht Bochum die zwei Täter zu fünf und sechs Jahren Haft wegen Körperverletzung mit Todesfolge.
Nach der Forderung mehrerer Antifa-Gruppen wurde der Platz vor dem Colosseum im Westpark zwischen den Hausnummern Alleestraße 140 und 144 anlässlich des 25. Todestags von Josef Anton Gera im Oktober 2022 zum Josef-Anton-Gera-Platz benannt.
Die Polizei begann erst nach dem Tod Geras mit der Ermittlungsarbeit. Obwohl die Baracke der Täter mit Hakenkreuzen und SS-Runen bemalt war und trotz der homophoben und rechtsradikalen Aussagen der Täter wurde ein rechtsextremer oder homophober Hintergrund von der Staatsanwaltschaft ausgeschlossen. Weil den Tätern keine Mitgliedschaft in rechtsextremen Parteien oder Gruppen nachgewiesen worden war, wurde die Tat als Milieutat bezeichnet. Das Gericht verkannte damals den schwulenfeindlichen Tathintergrund. Heute gilt es jedoch als allgemein anerkannt, dass die Tat einen homophoben bzw. queerfeindlichen Hintergrund hatte.